# Dorylaimopsis peculiaris
Dorylaimopsis peculiaris is een rondwormensoort uit de familie van de Comesomatidae. De wetenschappelijke naam van de soort is voor het eerst geldig gepubliceerd in 1971 door Platonova.